# Partito Socialista Polacco
Il Partito Socialista Polacco (in polacco Polska Partia Socjalistyczna - PPS) è un partito politico di orientamento socialista e socialdemocratico attivo in Polonia
Fondato nel 1892, fu una delle più importanti forze politiche in Polonia. Operò come Partito Socialista Polacco - Libertà, Uguaglianza, Indipendenza durante l'occupazione della Polonia (1939-1944) e fu attivo in esilio per quasi tutto il periodo della Repubblica Popolare Polacca (1947-1989).
Il partito fu rifondato in Polonia nel 1987, in continuazione della tradizione del PPS. Nel 1990 il PPS in esilio e i due rami principali del PPS presenti in Polonia si fusero dando vita a un nuovo Partito Socialista Polacco unificato.

## Storia

### Dalla fondazione alla prima guerra mondiale
Il congresso fondatore del Partito Socialista Polacco si è svolto dal 17 al 23 novembre 1892 a Parigi con la partecipazione dei delegati rappresentanti quattro organizzazioni socialiste polacche:
- Polska Socjalno-Rewolucyjna Partia „Proletariat” (italiano: Partito social-rivoluzionario polacco del "proletariato");
- Związek Robotników Polskich (italiano: Unione dei lavoratori polacchi); : Stanisław Grabski ps. "Stanisław" (formalmente non delegato dall'Unione);
- Zjednoczenie Robotnicze (italiano: Unione dei lavoratori);
- Polska Gmina Narodowo-Socjalistyczna (italiano: Comuna nazional-socialista polacca).

Il Congresso non costituiva un vero congresso di delegati di partito, ma un raduno di politici provenienti da varie formazioni politiche il cui scopo era quello di creare un singolo partito socialista incentrato su un programma socialista e l'indipendenza della Polonia.
Dopo la prima riunione nazionale, che si svolse nel giugno del 1893, in agosto ci fu una spaccatura e la secessione della Socialdemocrazia del Regno di Polonia, raggruppando i socialisti con un orientamento internazionalista , opponendosi all'orientamento della maggioranza nel PPS, di orientamento indipendentista.
Il programma adottato stabiliva:
"Il Partito socialista polacco, in quanto organizzazione politica della classe operaia polacca che lotta per la sua liberazione dal giogo del capitalismo, cerca innanzitutto di rovesciare la schiavitù politica odierna e acquisire potere per il proletariato. Nel perseguire questo obiettivo la costituzione di una repubblica democratica indipendente."
Il programma prevedeva l'istituzione di un sistema democratico, il rispetto dei diritti di ogni cittadino indipendentemente dalla sua origine, razza, nazionalità e religione, libertà di parola e istruzione gratuita, nonché regolamenti che proteggessero i lavoratori dipendenti inclusa la giornata lavorativa di 8 ore.
Dopo la prima riunione nazionale, che si svolse nel giugno del 1893, in agosto vi fu una spaccatura e la secessione di Socialdemocrazia del Regno di Polonia, che raggruppava i socialisti con un orientamento internazionalista, opponendosi all'orientamento indipendentista della maggioranza del Partito Socialista Polacco e nel 1899, in seguito alla fusione con l'Unione dei Lavoratori in Lituania (in polacco Związkiem Robotników Litwy) guidata da Feliks Ėdmundovič Dzeržinskij prese la denominazione di Socialdemocrazia del Regno di Polonia e Lituania
Altra spaccatura si ebbe in occasione della rivoluzione russa del 1905, tra l'ala indipendentista di Józef Piłsudski, che era favorevole ad azioni armate indipendenti, e l'ala sinistra che contava sul rovesciamento dello zar in cooperazione con le masse russe in rivolta. Nel 1918, dalla fusione dell'ala sinistra del PPS con Socialdemocrazia del Regno di Polonia e Lituania venne costituito il Partito Comunista dei Lavoratori di Polonia.

### Nella Seconda Repubblica Polacca
Nel 1914, allo scoppio della prima guerra mondiale, gran parte del partito era su posizioni indipendentiste e Piłsudski organizzò le legioni polacche che combatterono a fianco degli Imperi Centrali contro la Russia. Il dodicesimo congresso del partito nel 1916 a Piotrków era favorevole alla costruzione della Polonia come repubblica democratica indipendente. Il 5 novembre 1916 gli Imperi Centrali proclamarono l'indipendenza del Regno di Polonia, ma come semplice stato fantoccio da utilizzare in funzione antirussa. Nel 1917 Piłsudski ottenne un seggio nel Consiglio di Stato del nuovo regno, ma rifiutò di prestare il giuramento di fedeltà, volgendosi così anche contro gli Imperi Centrali, che lo fecero arrestare e internare a Magdeburgo fino alla fine della guerra.
Dopo il XIV Congresso del PPS, ultimo svolto nella clandestinità, nel settembre 1918, nel novembre 1918, sconfitti gli Imperi Centrali, Piłsudski rovesciò il Consiglio di Reggenza da essi istituito per governare la Polonia e assunse la guida della nuova Repubblica Polacca e il PPS costituì la base del primo governo polacco, con il governo nazionale provvisorio della Repubblica di Polonia, guidato da Ignacy Daszyński, uno dei cofondatori del Partito Socialista Polacco, cui seguì fu il governo guidato dal socialista Jędrzej Moraczewski che introdusse l'orario lavorativo giornaliero di 8 ore, la settimana lavorativa di 46 ore e l'assicurazione obbligatoria dei lavoratori in caso di malattia. Con il Trattato di Versailles la Polonia ottenne il riconoscimento dell'indipendenza. Nel 1919 Piłsudski venne nominato capo dello Stato e nominato comandante dell'esercito col grado di Maresciallo di Polonia nel marzo 1920, guidò l'Esercito polacco nella guerra sovietico-polacca, respingendo l'offensiva dell'Armata Rossa alle porte di Varsavia. La guerra si concluse con il Trattato firmato a Riga, il 18 marzo 1921.
Dopo l'entrata in vigore della Costituzione parlamentare (1921) e la vittoria elettorale dei democratico-nazionali (1922), Piłsudski si ritirò dalla politica, ma vista la crescente tensione interna, attuò, il 14 maggio 1926, ispirandosi alla marcia su Roma di Benito Mussolini, un colpo di Stato con cui assunse poteri dittatoriali. Sanacja (Risanamento) era il nome della coalizione politica creata da Piłsudski dopo il colpo di Stato. Il Partito Socialista Polacco fu tra i sostenitori del colpo di Stato del maresciallo Piłsudski ma successivamente si oppose alla deriva autoritaria del suo governo andando all'opposizione nel maggio 1927. Ciò ha causato controversie all'interno del PPS e tra gli altri Jędrzej Moraczewski, contrariamente alla posizione del partito, è entrato nel governo di Józef Piłsudski, il quale ha cumulato le cariche di Primo ministro (1926-1928, 1930), ministro della Guerra (1926-1935) e capo di Stato Maggiore, governando dittatorialmente con l'appoggio dell'esercito, e promulgando, nel 1935, una nuova Costituzione (democrazia articolata) che aboliva di fatto il sistema parlamentare, portando il PPS al boicottaggio delle elezioni del 1935 e del 1938.
Il 24º congresso del Partito Socialista Polacco si tenne nel febbraio 1937 e sarebbe stato l'ultimo prima dello scoppio della seconda guerra mondiale.

### Occupazione tedesca e attività clandestina
Il seguito all'occupazione della Polonia da parte tedesca, venne costituito Partito Socialista Polacco - Libertà, Uguaglianza, Indipendenza (in polacco Polska Partia Socjalistyczna - Wolność, Równość, Niepodległość, PPS-WRN) continuando le tradizioni del Partito socialista polacco, mentre il Comitato Esteri del PPS partecipava a tutte le riunioni del Governo polacco in esilio.
Nella Polonia occupata venne anche costituito nel 1943 il Partito Socialista Polacco dei Lavoratori (in polacco Robotnicza Partia Polskich Socjalistów - RPPS), che, il 10 settembre 1944, riunendo al partito parte dei militanti del vecchio Partito Socialista Polacco precedente la guerra e parte dei militanti del Partito Socialista Polacco - Libertà, Uguaglianza, Indipendenza, diede vita al rinato Partito Socialista Polacco il quale, tra il 1945 e il 1948, fece parte del governo con Edward Osóbka-Morawski che divenne primo ministro, altri esponenti del partito membri del Consiglio dei ministri e altri del Consiglio nazionale dei ministri. Edward Osóbka-Morawski venne avvicendato da un altro esponente del partito Józef Cyrankiewicz.

### Occupazione sovietica e attività in esilio
Nel partito si aprì una spaccatura tra Edward Osóbka-Morawski che propugnava per una alleanza con il Partito Popolare Polacco e i partiti non comunisti della scena politica polacca e l'ala filo-comunista di Józef Cyrankiewicz, che propugnava per una alleanza con il Partito dei Lavoratori Polacchi (in polacco Polska Partia Robotnicza - PPR). La fusione con quest'ultimo nel 1948 diede vita al Partito Operaio Unificato Polacco (in polacco Polska Zjednoczona Partia Robotnicza - PZPR) e i socialisti che non accettarono questa fusione proseguirono la loro attività in esilio, mentre il PZPR avrebbe dominato la scena politica della Repubblica Popolare di Polonia fino al 1989.